# Pseudobaga

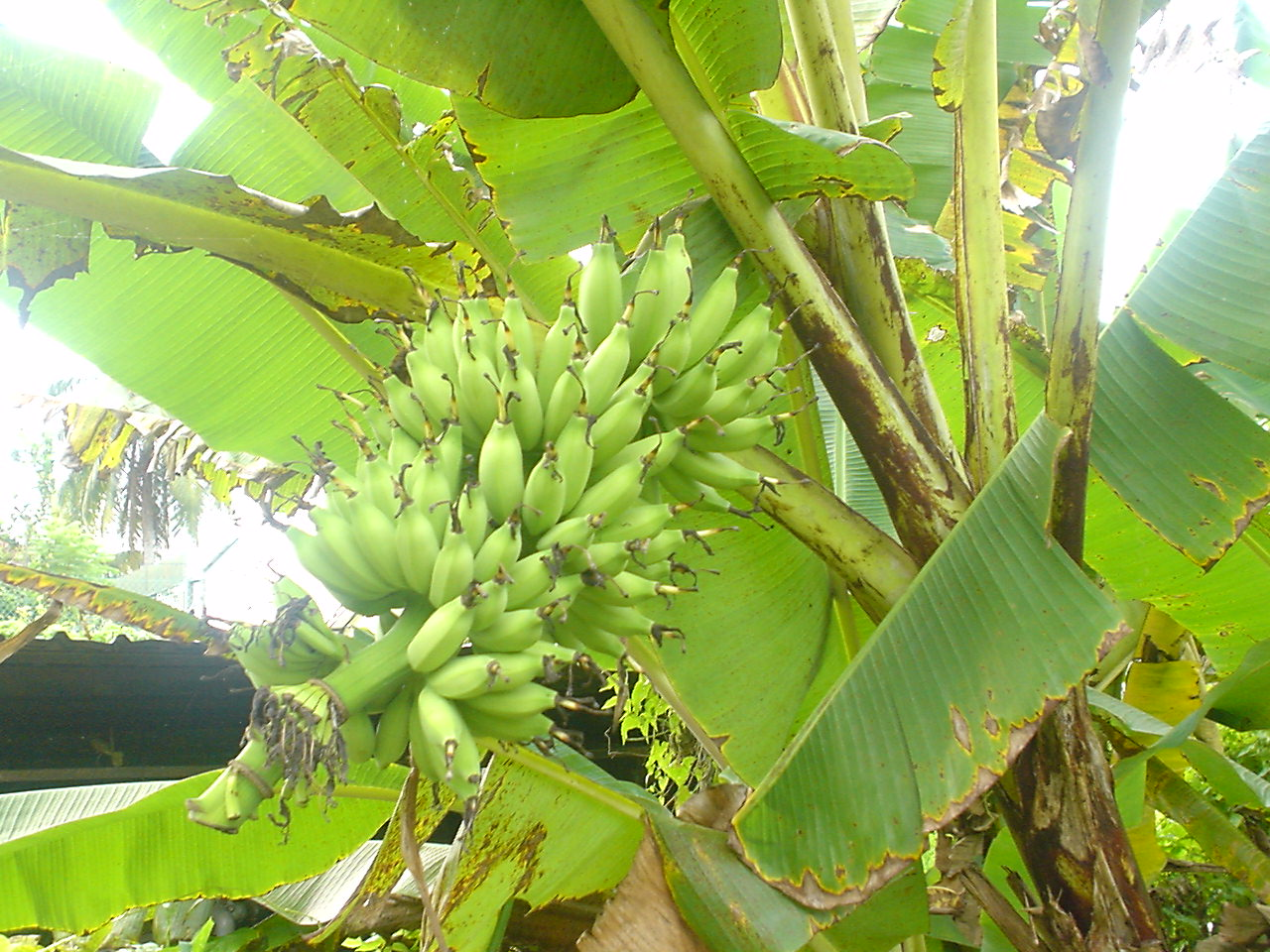
Partes florais remanescentes junto a estas bananas imaturas indicam que o fruto se desenvolveu a partir de um ovário ínfero.

Uma pseudobaga ou baga epigínica é um tipo de pseudofruto que se encontra em algumas espécies vegetais com ovário ínfero, ao contrário das bagas verdadeiras. Nestas espécies, o tubo floral (incluindo a base das sépalas, pétalas, e estames) desenvolve-se em conjunto com o ovário, durante a frutificação. 
Exemplos:
- Banana
- família das cucurbitáceas, frutos são também chamados de pepônios
  - Género Cucumis, como o pepino, meloa e melão.
  - Melancia
  - Género Cucurbita (abóboras)
- Género Ribes, como a groselha
- Género Vaccinium